# قائمة الحدائق والمنتزهات في محافظة الأحساء
يبلغ عدد الحدائق التي تمّ تنفيذها في الأحساء 14 حديقة وساحة بلدية على مستوى الحاضرة بإجمالي مساحة 65 ألف متر مربع، والتي تهدف إلى تعزيز البعد الإنساني بالمدينة، وخلق بيئة ملائمة للسكان ومرتادي المواقع العامة وزيادة الغطاء النباتي، ورفع معدل نصيب الفرد من المسطحات الخضراء. وتشمل الحدائق إنشاء النوافير المائية وزراعة الأشجار والمسطحات الخضراء، وإنشاء دورات مياه عامة. وتم تخصيص مساحة لكل حديقة للألعاب الرياضية وتعزيز رياضة المشي، مع تخصيص مساحة مظللة لألعاب الأطفال بكل موقع، كما تم مراعاة حركة واحتياجات ذوي الإعاقة مع مشاركة المجتمع المحلي في تحديد المواقع بالأحياء، ومناقشة الأفكار التصميمية أثناء إعداد الدراسات.
وفي 18 محرم 1442هـ الموافق 6 سبتمبر، 2020 وُقّعت مذكرتا شراكة وتعاون مع منشأتين وطنيتين، لتنفيذ مشروعي تطوير حديقة حي القادسية بمدينة المبرز وميدان طريق الأمير طلال بن عبد العزيز، وذلك سعياً من الأمانة إلى تعزيز شراكاتها ومبادراتها الداعمة لمشاركة القطاع الخاص، وتتضمن مذكرة الشراكة المتعلقة بتطوير حديقة القادسية العمل على تطوير الحديقة بمساحة 18200 ألف متر مربع وعناصرها الترفيهية والثقافية والاجتماعية والاستثمارية، والتي تشمل إنشاء مسطحات مائية ومسرح مُدرج وسينما خارجية، ومنطقة لعربات الطعام ونقاط استثمارية، وموقع للألعاب التفاعلية، المرافق الأساسية المساندة لتشغيل الحديقة، وتتركز الخطوات التطويرية للميدان الواقع بطريق الأمير طلال بن عبد العزيز، على تنفيذ العناصر التجميلية وتحسين المشهد الحضري للميدان.

## القائمة
تضم الأحساء العديد من الحدائق والمتنزهات ومنها:
| الصورة | الاسم                     | الموقع                                                             | ملاحظات |
| ------ | ------------------------- | ------------------------------------------------------------------ | --- |
|        | منتزه الأحساء الوطني      | العمران 50°12′52″N 25°38′35″E / 50.214444°N 25.643056°E            | هو منتزهٌ وطني يقعُ في مدينة العمران شرق السعودية. أُنشئ بدايةً في عام 1962 ضمن مشروع لصد زحف رمال الصحراء على المنطقة، وبعد نمو أشجاره بشكلٍ كثيفٍ حُوِّل إلى مقصدٍ سياحي تصلُ مساحته إلى 4500 هكتار تتوزَّعُ بين الحدائق وبرك السباحة وملاعب الأطفال ومضمار للخيول وآخر للدراجات. يُشكّل المنتزه واجهةً سياحيةً للزائرين له من خارج وداخل المملكة ويُعتبر ضمن المعالم الأثرية المميزة لأهالي العمران قاطبة. |
|        | منتزه الملك عبد الله      | الهفوف 50°12′52″N 25°38′35″E / 50.214444°N 25.643056°E             | هو منتزه عام يقع في مخطط جنوب الهفوف بمساحة تبلغ 450.000 م2، ويقع على الطريق الدائري الداخلي للهفوف والمبرز، يعتبر هذا المنتزه من أكبر المنتزهات في المنطقة الشرقية، ويأتي ضمن سلسة الإنشاءات الخدمية التي تسعى أمانة الأحساء إلى تأمينها لمواطني وزوار المنطقة.يضمُّ منتزه الملك عبد الله البيئي العديد من المرافق منها نافورة تفاعلية تعد الأكبر على مستوى العالم ووسائل ترفيه من ملاعب الأطفال وجزيرة مائية وسط البحيرة بطول 700 متر وعرض 40 متر، كما يحتوي المنتزه عدداً من المواقع المختلفة كمجمعات ألعاب الأطفال ومرافق مساندة وكذلك قرية تراثية تضم مجموعة من المباني التراثية القديمة تصور واقع الأحساء في العام 1350هـ مكانيًا وزمانيًا. وشهدت محافظة الأحساء تسجيل النافورة التفاعلية لمتنزه الملك عبد الله البيئي بموسوعة الأرقام القياسية العالمية غينيس، بحضور ممثلي الموسوعة بعد التنسيق معهم من قبل أمانة الأحساء، وكانت الدعوة عامة للجميع. |
|        | مدينة جواثا السياحية      | جواثا 50°12′52″N 25°38′35″E / 50.214444°N 25.643056°E              | هي مدينة سياحية تبلغ مساحتها حوالي مليوني متر مربع، وتضم بحيرة يتجاوز مسطحها 15 متراً مربعاً، مصممة بشكل حديث ومزودة بإضاءة حديثة، وتتفرع منها مجموعة من الجداول، وكذلك مسطحات خضراء، وألعاب للأطفال، إضافة إلى المطاعم والمقاهي المتنوعة، والأكشاك المختلفة.، وتضم سوق هجر التراثي، ومساحات لإقامة الفعاليات الحية والتراثية والثقافية، وأيضاً الأنشطة والألعاب الرياضية المتنوعة، ومراكز للرياضات المتنوعة مثل الطيران الشراعي، وركوب القوارب، بالإضافة لمساحات للتخييم الشتوي تحت الإنشاء. |
|        | حديقة المنيزلة            | المنيزلة 50°12′52″N 25°38′35″E / 50.214444°N 25.643056°E           | في عام 2014، وضع أمين الأحساء المهندس عادل بن محمد الملحم، حجر الأساس لمشروع حديقة المنيزلة التي تبلغ مساحتها 14 ألف متر مربع، وتضم بيتاَ تراثياً من الطين ومرافق التنزه وألعاب الأطفال وملاعب الكرة للشباب، بجانب المرافق الأخرى المساندة. ويتضمن المشروع تخصيص مواقع لألعاب الأطفال، ومظلات للعائلات، موقع لملاعب الشباب، مضمار مشاة، مجسم بيت "تراثي" من الطين، موقع للجري وممارسة الرياضة، زراعة مسطحات خضراء وأشجار وشجيرات وزهور.وفي عام 2015، صرح عضو المجلس البلدي مشرف الدائرة الخامسة في الأحساء علي بن حجي السلطان عن زيادة مساحة حديقة بلدة المنيزلة الجديدة، بهدف توسعتها لإقامة منشآت مستقبلية فيها، وغَافة قطعة الأرض الملاصقة لها من الجهة الجنوبية والتي تصل مساحتها إلى 5 آلاف متر مربع، لتضاف إلى مساحتها القائمة التي تبلغ 13 ألف متر مربع، وبذلك تكون أكبر حديقة على مستوى البلدات الشرقية، وأنه تم الإنتهاء من حفر بئر في الحديقة وإنشاء خزان مياه أرضي لتجميع المياه لأغراض ري المزروعات ومرافق الحديقة والمنطقة المحيطة بها، مضيفاً أن الحديقة تحتوي على ملعب لكرة القدم زُرع بالشعب الصناعي، وملعب آخر لكرتي الطائرة والسلة، وانشاء مضمار مشي داخل أسوار الحديقة، وستستحدث كافتريا تطل على الطريق الموازي للحديقة مباشرة. |
|        | حديقة الطرف النموذجية     | الطرف 50°12′52″N 25°38′35″E / 50.214444°N 25.643056°E              | هي حديقة للحيوانات، تشمل الحديقة العديد من الحيوانات مثل الحيونات المفترسة كالأسد، والنمر، والأليفة مثل الزرافة، والماعز الجبلي، والغزلان، والطيور الجارحة مثل الصقر، والنسر، والداجنة مثل البجع، والحمام، والبط، كما يوجد بيت للزواحف، ويعيش في الحديقة التمساح والثعابين. وتضم الحديقة بعض ألعاب الأطفال، كما يوجد في الحديقة أيضًا القطط والكلاب، والقردة، والنعام، والببغاوات، والاوز، والأرانب. كما تعد الحديقة من معالم الأحساء السياحية. |
|        | حديقة محاسن               | القادسية، المبرز 50°12′52″N 25°38′35″E / 50.214444°N 25.643056°E   | تعد الحديقة من معالم الأحساء السياحية، وتعتبر من أقدم الحدائق في الأحساء، والحديقة ملك أمانة الأحساء، وتتميز الحديقة بالهدوء بعيداً عن صخب المدينة، وتعطي فرصة من أجل الاسترخاء فيها. وتُعد أبرز حدائق الأحساء.وتتميز حديقة محاسن بالمساحات الخضراء، والأشجار وخاصةً أشجار النخيل، كما تتميز بعض العناصر الترفهية مثل مسار الجري والمشي، وأماكن للجلوس، ومطاعم، وأماكن مخصصه للرياضة. |
|        | حديقة الكوت               | الهفوف 50°12′52″N 25°38′35″E / 50.214444°N 25.643056°E             | يشمل إنشاء النوافير المائية وزراعة الأشجار والمسطحات الخضراء، وإنشاء دورات مياه عامة، ويتضمن تخصيص مساحة لكل حديقة للألعاب الرياضية وتعزيز رياضة المشي، مع تخصيص مساحة مظللة لألعاب الأطفال بكل موقع، ومراعاة حركة واحتياجات ذوي الإعاقة. |
|        | حديقة حي الفيصل           | حي الفيصل، الأحساء 49°34′24″N 25°26′51″E / 49.573398°N 25.447424°E | يشمل إنشاء النوافير المائية وزراعة الأشجار والمسطحات الخضراء، وإنشاء دورات مياه عامة، ويتضمن تخصيص مساحة لكل حديقة للألعاب الرياضية وتعزيز رياضة المشي، مع تخصيص مساحة مظللة لألعاب الأطفال بكل موقع، ومراعاة حركة واحتياجات ذوي الإعاقة. |
|        | حديقة حي اليرموك          | حي اليرموك، الأحساء                                                | يشمل إنشاء النوافير المائية وزراعة الأشجار والمسطحات الخضراء، وإنشاء دورات مياه عامة، ويتضمن تخصيص مساحة لكل حديقة للألعاب الرياضية وتعزيز رياضة المشي، مع تخصيص مساحة مظللة لألعاب الأطفال بكل موقع، ومراعاة حركة واحتياجات ذوي الإعاقة. |
|        | حديقة طريق الملك عبد الله | الهفوف                                                             | يشمل إنشاء النوافير المائية وزراعة الأشجار والمسطحات الخضراء، وإنشاء دورات مياه عامة، ويتضمن تخصيص مساحة لكل حديقة للألعاب الرياضية وتعزيز رياضة المشي، مع تخصيص مساحة مظللة لألعاب الأطفال بكل موقع، ومراعاة حركة واحتياجات ذوي الإعاقة. |
|        | حديقة حي البستان          | الهفوف                                                             | يشمل إنشاء النوافير المائية وزراعة الأشجار والمسطحات الخضراء، وإنشاء دورات مياه عامة، ويتضمن تخصيص مساحة لكل حديقة للألعاب الرياضية وتعزيز رياضة المشي، مع تخصيص مساحة مظللة لألعاب الأطفال بكل موقع، ومراعاة حركة واحتياجات ذوي الإعاقة. |
|        | حديقة حي الشروفية         | الهفوف                                                             | يشمل إنشاء النوافير المائية وزراعة الأشجار والمسطحات الخضراء، وإنشاء دورات مياه عامة، ويتضمن تخصيص مساحة لكل حديقة للألعاب الرياضية وتعزيز رياضة المشي، مع تخصيص مساحة مظللة لألعاب الأطفال بكل موقع، ومراعاة حركة واحتياجات ذوي الإعاقة. |
|        | حديقة الطرف               | الهفوف                                                             | يشمل إنشاء النوافير المائية وزراعة الأشجار والمسطحات الخضراء، وإنشاء دورات مياه عامة، ويتضمن تخصيص مساحة لكل حديقة للألعاب الرياضية وتعزيز رياضة المشي، مع تخصيص مساحة مظللة لألعاب الأطفال بكل موقع، ومراعاة حركة واحتياجات ذوي الإعاقة. |
|        | حديقة حي القادسية         | الهفوف                                                             | وفي 18 محرم 1442هـ الموافق 6 سبتمبر، 2020 مذكرتي شراكة وتعاون مع منشأتين وطنيتين؛ لتنفيذ مشروعي تطوير حديقة حي القادسية بمدينة المبرز وميدان طريق الأمير طلال بن عبد العزيز، وذلك من سعي من الأمانة إلى تعزيز شراكاتها ومبادراتها الداعمة لمشاركة القطاع الخاص، وتتضمن مذكرة الشراكة المتعلقة بتطوير حديقة القادسية العمل على تطوير الحديقة بمساحة 18200 ألف متر مربع وعناصرها الترفيهية والثقافية والاجتماعية والاستثمارية، والتي تشمل إنشاء مسطحات مائية ومسرح مُدرج وسينما خارجية، ومنطقة لعربات الطعام ونقاط استثمارية، وموقع للألعاب التفاعلية، المرافق الأساسية المساندة لتشغيل الحديقة، وتتركز الخطوات التطويرية للميدان الواقع بطريق الأمير طلال بن عبد العزيز، على تنفيذ العناصر التجميلية وتحسين المشهد الحضري للميدان.في 13 سبتمبر، 2020، قال مدير إدارة الشراكة والمسؤولية الاجتماعية في أمانة الأحساء، عن الموعد المعتمد للإنتهاء من تطوير الحديقة، وذلك في الربع الأخير من العام الميلادي 2021، وقد تكلفت مؤسسة عبد المنعم الراشد الإنسانية بهذا المشروع. |

## وصلات خارجية
- خريطة الأحساء السياحية